# Fatima Moreira de Melo
Fatima Moreira de Melo (Rotterdam, 4 de juliol de 1978) és una exjugadora d'hoquei sobre herba, model i cantant neerlandesa, guanyadora de tres medalles olímpiques.

## Biografia
Va néixer el 4 de juliol de 1978 a la ciutat de Rotterdam, població situada a la província d'Holanda del Sud, filla d'un diplomàtic d'origen portuguès. La seva actual parella és el jugador de tennis Raemon Sluiter.

## Carrera esportiva
Va participar, als 22 anys, en els Jocs Olímpics d'Estiu de 2000 realitzats a Sydney (Austràlia), on aconseguí guanyar la medalla de bronze en la competició femenina d'hoquei sobre herba. Posteriorment guanyà la medalla de plata en els Jocs Olímpics d'Estiu de 2004 realitzats a Atenes (Grècia) i la medalla d'or en els Jocs Olímpics d'Estiu de 2008 realitzats a Pequín (República Popular de la Xina).
Al llarg de la seva carrera ha guanyat tres medalles en el Campionat del Món d'hoquei sobre herba, una d'elles d'or; quatre medalles en el Campionat d'Europa, tres d'elles d'or; i set medalles en el Champions Trophy, quatre d'elles d'or.

## Carrera com a model i cantant
A més dels seus èxits esportius Moreira de Melo ha destacat per realitzar diversos anuncis al seu país pel Rabobank, i ha posat per a revistes com Playboy i Maxim.
Presentadora de diversos programes de televisió del seu país, l'any 2001 fou l'encarregada de cantar el tema musical escollit per la Federació Internacional d'hoquei en la clausura del Campionat del Món d'hoquei. Actualment és analista esportiva al programa RTL Boulevard.